# Путивльский партизанский отряд
Путивльский партизанский отряд (командир С. А. Ковпак, комиссар С. В. Руднев, начальник штаба Г. Я. Базыма, укр. Путивльський диверсійний загін) — партизанский отряд, действовавший на оккупированной территории нескольких областей РСФСР, Украины и Белоруссии в 1941—1944 гг.

## История

### Партизанский отряд
В сентябре 1941 года С. А. Ковпак начал партизанскую деятельность с отрядом из 13 человек
Путивльский партизанский отряд был создан 18 октября 1941 года в Спадщанском лесу, в результате объединения двух самостоятельных партизанских отрядов под командованием Ковпака и Руднева (численностью по два-три десятка человек).
Помимо боевой деятельности, отряд занимался развитием связей с населением. В отряде был создан отряд пропаганды, который уже в 1941 году охватывал влиянием жителей сёл в радиусе 30-40 километров от места расположения отряда. В результате этой деятельности в сёлах Спадщина, Литвиновичи, Стрельники, Яцино, Черепово и других возник многочисленный актив, помогавший партизанам.
Уже 19-20 октября 1941 года отразил наступление крупного отряда карателей, наступавшего при поддержке двух танков. В ходе боя один танк был уничтожен, ещё один — захвачен партизанами. В начале ноября партизаны отряда уничтожили несколько мостов на реках Сейм и Клевень и два моста на дороге Путивль — Рыльск.
18-19 ноября партизаны отбили второе наступление карателей, а 1 декабря прорвали кольцо блокады вокруг Спадщанского леса и совершили первый рейд в Хинельские леса. К этому времени объединённый отряд вырос уже до пятисот человек.
15 декабря 1941 года на разъезде Нерусса состоялось совещание командиров и комиссаров партизанских отрядов, в котором участвовали С. А. Ковпак и С. В. Руднев. На совещании было принято решение о создании оперативного штаба для оперативного руководства и координации действий всех партизанских отрядов Сумской области. Это способствовало успешному отражению атак противника на партизанский район и позволило значительно расширить зону влияния партизан.
В конце декабря 1941 года отряд насчитывал 500 чел. и помимо стрелкового оружия имел на вооружении 3 станковых, 7 ручных пулемётов и два 82-мм миномёта (однако испытывал нехватку в боеприпасах).

### Сумское партизанское соединение
В феврале 1942 года отряд С. А. Ковпака, преобразованный в Сумское партизанское соединение (Соединение партизанских отрядов Сумской области), вернулся в Спадщанский лес и отсюда предпринял ряд рейдов, в результате которых в северных районах Сумской области и на прилегающей территории РСФСР и БССР был создан обширный партизанский край. На его территории к лету 1942 года действовало 24 отряда и 127 групп (около 18 тыс. партизан).
28 февраля 1942 года в селе Весёлое Шалыгинского района Сумской области партизаны дали оборонительный бой карательной экспедиции.
В Сумское партизанское соединение входили четыре отряда — Путивльский, Глуховский, Шалыгинский и Кролевецкий (по названиям районов Сумской области, где они организовывались). Для конспирации соединение именовалось воинской частью 00117, а отряды — батальонами. Исторически сложилось так, что отряды имели неодинаковую численность.
В 1941—1942 годах соединением Ковпака были осуществлены рейды в тылу врага по Сумской, Курской, Орловской и Брянской областям, в 1942—1943 годах — рейд из брянских лесов на Правобережную Украину по Гомельской, Пинской, Волынской, Ровенской, Житомирской и Киевской областям.
В июне 1942 года партизанское соединение участвовало в оборонительных боях с немецкими частями, проводившими крупную антипартизанскую операцию против «партизанского края» в южной части Брянских лесов. Так, 20 июня 1942 года соединение вело бой в районе Спадщанского леса в сёлах Морозовка, Литвиновичи, Воргол, Новая Шараповка и Старая Шараповка против 3,5 тыс. карателей, которые наступали при поддержке 20 танков и 12 орудий.
В июле 1942 года в результате ночной атаки отряд разгромил гарнизон в селе Старая Гута Сумской области.
Летом 1942 года соединение Ковпака с боями пробилось из степных районов Украины через заградительные оккупационные отряды, состоявшие из нескольких венгерских полков, в Брянские леса.
13 августа 1942 года соединение С. А. Ковпака получило рекомендацию начальника УШПД Т. А. Строкача выделить из состава отряда диверсионные группы для организации диверсий на железных дорогах.
31 августа 1942 года С. А. Ковпак вылетал в Москву, где был лично принят И. В. Сталиным и К. Е. Ворошиловым и вместе с другими партизанскими командирами участвовал в совещании по вопросам развития партизанского движения.
15 сентября 1942 года Центральный штаб партизанского движения отдал приказ партизанским соединениям Ковпака и А. С. Сабурова совершить рейд за Днепр с целью расширения партизанской борьбы на Правобережной Украине.
Спустя 30 часов после получения приказа, партизанское соединение вышло из района Старой Гуты (южная оконечность Брянских лесов). Переходы обычно осуществлялись в ночное время, а к рассвету партизаны располагались на стоянку в лесу или одном из сёл.
Как пишет П. П. Вершигора, «Перенесение опыта крупных партизанских отрядов из Брянских лесов на правый берег Днепра, в Полесье, Киевщину, Ровенщину и Житомирщину, — это была политическая цель рейда; в ходе рейда были нанесены удары по военно-промышленным объектам и узлам коммуникаций врага, — это была военная цель». Через Житомирскую и Киевскую области, расположенные на Правобережной Украине, с наиболее развитой сетью железных и шоссейных дорог, с многочисленными переправами через реки, проходили стратегические коммуникации с запада на восток. В Киеве находились административные учреждения оккупационных властей на Украине. Кроме того, немецкие войска, используя западный, господствующий берег Днепра, возводили там усиленные укрепления. Создание базы для партизанской борьбы в этом районе позволяло наносить врагу серьёзные удары с тыла.
Форсировав Десну, отряд за несколько ночей пересёк с востока на запад Черниговскую область, а в начале ноября вышел к левому берегу Днепра, вблизи местечка Лоев, расположенного в устье реки Сож, впадающей в Днепр. Днепр форсировали совместно с соединением Сабурова, двигавшимся параллельным маршрутом.
18 ноября 1942 года соединение форсировало Припять и вышло в леса, которые сплошным массивом покрывали северную часть Житомирской и Ровенской областей, а затем двинулось дальше на север к южным областям Белоруссии. Южная часть бассейна Припяти представляет собой раскинувшуюся на сотни километров болотистую местность, сплошь покрытую лесами. Здесь отсутствуют шоссейные дороги и почти нет крупных городов, за исключением Ковеля далеко на западе, города Сарны ближе к востоку и Овруча на юго-востоке. Несколько административных районов — Лельчицкий, Ракитянский, Словеченский и Столинский — были объединены оккупационными властями в один округ (Gebiet). Резиденция гебитскомиссара с комендатурой и батальоном полиции размещалась в Лельчицах.
27 ноября 1942 г. соединение Ковпака окружило Лельчицы и уничтожило местный гарнизон, а затем и подоспевшее подкрепление — около 300 человек пехоты на автомашинах. Разгром Лельчиц расчистил почву для создания партизанского края в среднем бассейне Припяти. В это же время Сабуров разгромил гарнизон в Словечно, расширив этим намечавшийся партизанский край к югу. Таким образом, громадная территория южнее Мозыря и Пинска оказалась свободной от немецких гарнизонов.
Именно здесь был подготовлен план операции, позволившей надолго парализовать железнодорожный узел Сарны, в котором скрещивались железнодорожные линии Барановичи — Ровно и Ковель — Киев. Партизанскими группами в ночь с 4 на 5 декабря 1942 года практически одновременно были взорваны пять мостов через реки на подступах к Сарнам. В середине декабря под ударами карателей, блокировавших район дислокации с юга и запада, соединение, понесшее большие потери, было вынуждено уйти на север. Раненых насчитывалось уже около двухсот, из них более пятидесяти получили ранения в боях 16-21 декабря.
Как пишет П. П. Вершигора, «В рейдовом отряде проблема раненых всегда является, пожалуй, самой сложной и трудной проблемой. Отряд вынужден все время двигаться. Оставлять раненых другим отрядам не совсем честно, да и не всегда есть эти отряды поблизости. Мы нередко ходили по местам, ещё не освоенным партизанами, по „краям непуганых фрицев“, как мы шутя называли эти места. В истории соединения Ковпака только однажды мы были вынуждены оставить раненых. Дело было в Карпатах, когда в двухмесячных беспрерывных сражениях мы потеряли весь обоз. Там каждый новый раненый по существу выводил из строя до десятка здоровых бойцов, которые должны были нести его на руках. Ясно, что на это, даже в нашем безвыходном положении, нельзя было идти, не только ради самих раненых, а ещё больше ради живых и здоровых. И мы были вынуждены оставлять раненых у населения».
1 января 1943 года, форсировав Припять, партизанское соединение Ковпака вышло на север к озеру Червонному, на льду которого впоследствии было решено принимать самолёты с Большой земли. Так закончился этот рейд, в ходе которого за три с лишним месяца было пройдено 1600 км, от Брянских лесов — к северу Украины, в Киевскую и Житомирскую области и Полесье.
По состоянию на январь 1943 года, во время базирования в Полесье, первый батальон (Путивльский отряд) насчитывал до 800 человек, остальные три — по 250—300 человек. Первый батальон состоял из десяти рот, остальные — по 3-4 роты. Роты возникли не сразу, а формировались постепенно как партизанские группы и возникали часто по территориальному признаку. Постепенно, с уходом от родных мест, группы вырастали в роты и приобретали новый характер. Во время рейда роты распределялись уже не по территориальному признаку, а по военной целесообразности. Так, в первом батальоне было несколько стрелковых рот, две роты автоматчиков, две роты тяжёлого оружия (с 45-мм противотанковыми пушками, станковыми пулемётами, батальонным миномётом), разведрота, рота минёров, взвод сапёров, узел связи и главная хозчасть.
3-5 февраля 1943 года отряд остановился на двухдневный отдых в селе Чолонец Пинской области. После проведения разведки окрестностей основные силы отряда остановились в селе Чучевичи, а разведка атаковала расположенную в 20 км от села железнодорожную станцию Мальковичи. Атака разведчиков была остановлена пулемётным огнём гарнизона, но после трёх залпов из артиллерийских орудий станция была взята.
В районе села Забуянье к партизанам с оружием пришёл взвод «туркестанского легиона» из бывших советских военнопленных — казахов по национальности, которых немцы поставили для охраны железной дороги Коростень — Киев. Все они были приняты в состав отряда и в дальнейшем участвовали в боях с нацистами
12 июня 1943 года соединение вышло в Карпатский рейд.
В ночь на 7 июля 1943 года, на второй день Курской битвы, партизаны прервали движение на железной дороге Львов — Тернополь — Волочиск, по которой осуществлялось снабжение немецкой группировки (с интенсивностью движения до 80 эшелонов в сутки)

### Партизанская дивизия
В декабре 1943 г. соединение было переименовано в 1-ю Украинскую партизанскую дивизию им. дважды Героя Советского Союза С. А. Ковпака.
Под командованием П. П. Вершигоры 5 января 1944 года дивизия начала шестой, Львовско-Варшавский рейд, в ходе которого вышла на территорию «генерал-губернаторства»
В июне 1944 года дивизия начала седьмой, Неманский рейд, который оказался последним — 3 июля 1944 года дивизия соединилась с частями Красной Армии в районе Барановичей.
В дальнейшем дивизия была расформирована.

## Результаты деятельности
Партизанское соединение прошло свыше 12 тыс. километров по территории 13 областей и 217 районов СССР, разгромило 39 гарнизонов противника, уничтожило речную флотилию на реке Припять.
Партизаны активно вели разведывательную деятельность.
- одним из направлений разведывательной деятельности соединения С. А. Ковпака являлся радиоперехват. Радиосвязь на оккупированной территории производилась по упрощённым кодам и таблицам, что позволило радистам соединения перехватить и дешифровать несколько сотен радиограмм противника (в том числе, радиограммы венгерских частей, боровшихся против советских партизан)[12]

Партизаны соединения участвовали в антифашистской агитации. В соединении имелся типографский станок, и хотя собственной газеты соединением не выпускалось, в походной типографии печатали листовки и сводки Совинформбюро, которые распространяли среди населения
Рейды Ковпака сыграли большую роль в развёртывании партизанского движения:
- только во время рейда от Червоного озера через Полесье в Житомирскую область Сумское партизанское соединение организовало и вооружило трофейным оружием десять партизанских отрядов[14]

Помимо боевых операций, партизаны соединения С. А. Ковпака собирали средства на строительство транспортной эскадрильи для ВВС РККА. В общей сложности, на строительство транспортной эскадрильи «Народний месник» партизанами соединения, подпольщиками и жителями оккупированной территории было собрано 40,6 тыс. рублей наличными деньгами, 28,4 тыс. рублей облигациями государственных займов, 4,1 кг серебра и 400 грамм золота
Кроме того, партизанами выпускалась газета «Красный партизан».

## Командование
- командир партизанского соединения — С. А. Ковпак
- комиссар соединения — С. В. Руднев
- начальник штаба соединения — Г. Я. Базыма

- заместитель начальника штаба, начальник оперативного отдела — В. А. Войцехович

- заместитель командира соединения по разведке — П. П. Вершигора

- командир разведывательной роты соединения — И. И. Бережной
- командир подразделения конной разведки — Александр Ленкин

- заместитель командира соединения по артиллерии — С. В. Анисимов

## Личный состав
По своему составу партизанское формирование было интернациональным. В нём воевали представители различных национальностей: русские, украинцы, белорусы, грузины, армяне, узбеки, татары и представители других народов СССР, а также иностранные антифашисты (венгры, чехи, немцы, австрийцы и др.) В составе формирования действовала отдельная (седьмая) рота евреев, которая в июле 1943 понесла значительные потери.

## Память, отражение в культуре и искусстве
- Кинофильм «Я, партизан Украины» (СССР, «Укркинохроника», 1972)[20].
- Трёхсерийный фильм «Дума о Ковпаке» (СССР, 1973—1976).